# Aeroportul Regional Wittman
Aeroportul Regional Wittman (IATA: OSH, ICAO: KOSH, FAA LID: OSH) este un aeroport din Wisconsin, Statele Unite ale Americii ce deservește zona Oshkosh.
Situat la o altitudine de 246 m, aeroportul dispune de 4 piste.

## Infrastructură

### Piste
Aeroportul dispune de 4 piste: 
- pista 05/23 din asfalt, cu dimensiunile 3.697 picioare × 75 picioare
- pista 09/27 din beton, cu dimensiunile 6.179 picioare × 150 picioare
- pista 13/31 din asfalt, cu dimensiunile 3.061 picioare × 75 picioare
- pista 18/36 din beton, cu dimensiunile 8.002 picioare × 150 picioare